# Font-de-Gaume
Font-de-Gaume – jaskinia z prehistorycznymi malowidłami naskalnymi, znajdująca się w odległości 2 km od Les Eyzies-de-Tayac-Sireuil w departamencie Dordogne w południowo-zachodniej Francji. Od 1902 roku posiada status monument historique, w kategorii classé (zabytek o znaczeniu krajowym).
Jaskinia ma 125 m długości, szerokość 2–3 m i wysokość dochodzącą do 8 metrów. Została odkryta 12 września 1901 roku przez Denisa Peyrony. Prace archeologiczne w jaskini przeprowadzili Henri Breuil (1910) oraz D. Peyrony i F. Prat (1958-1964; 1967). W ich trakcie odkryto kilka poziomów górnopaleolitycznych oraz malowidła naskalne związane z kulturą magdaleńską, datowane na 14000–10000 p.n.e. Niektóre z nich stały się widoczne dopiero po oczyszczeniu ścian w 1968 roku. Rysunki przedstawiają zwierzęta (głównie żubry, konie, mamuty i renifery) oraz znaki abstrakcyjne.